# Daniel Di Tomasso
Daniel Di Tomasso (Montreal, 30 de janeiro de 1983) é um modelo e ator canadense. Mais conhecido por atuar regularmente na série Witches of East End.

## Biografia
Nascido e criado em Montreal, Daniel fala francês e italiano. Antes de se tornar ator, ele teve uma carreira de sucesso como modelo e fotografou para campanhas de várias empresas, incluindo Armani e L'Oréal. Ele também é exclusivo das agências Ford Models, New Madison e Mega Model.
Em 2012, apareceu pela primeira vez na TV no episódio piloto de Beauty & the Beast.
Em 2013, fez uma participação no episódio “Fearless” da premiada série CSI. Meses depois, estreou no elenco principal da série sobrenatural Witches of East End, onde interpretou Killian Gardiner, um homem charmoso e problemático que retorna inesperadamente para sua casa em East End, ele não se dá bem com seu irmão Dash. Após duas temporadas, a série foi cancelada pela Lifetime em outubro de 2014.
Em 2015, conquistou seu primeiro papel em um filme, interpretando Crew no thriller psicológico Origami Fox.

## Filmografia

### Cinema
| Ano  | Título                  | Papel | Notas |
| ---- | ----------------------- | ----- | ----- |
| 2015 | How Sarah Got Her Wings | Hank  |       |
| 2016 | Blood is Blood          | Crew  |       |

### Televisão
| Ano       | Título                         | Papel            | Notas                                                                                         |
| --------- | ------------------------------ | ---------------- | --------------------------------------------------------------------------------------------- |
| 2012      | Beauty & the Beast             | Zeke             | Episódio: "Piloto"                                                                            |
| 2013      | CSI: Crime Scene Investigation | Santo            | Episódio: "Fearless"                                                                          |
| 2013-2014 | Witches of East End            | Killian Gardiner | Protagonista                                                                                  |
| 2015-2016 | Good Girls Revolt              | Chad             | Episódios: "Piloto"/"The Futures"/"The Year-Ender"                                            |
| 2016      | Grimm                          | Mark Nelson      | Episódio: "The Believer"                                                                      |
| 2016      | Major Crimes                   | Wes Nolan        | Episódios: "White Lies Parte 2" e "White Lies Parte 3"                                        |
| 2016      | Timeless                       | Noah             | Episódios: "The Assassination of Abraham Lincoln"/"Atomic City"/"Last Ride of Bonnie & Clyde" |
| 2020      | Ratched                        | Dario Salvatore  | Episódio: "Piloto"                                                                            |